# اللواء 310 مدرع (اليمن)
اللواء 310 مدرع (اللواء الأول مدرع سابقاً) هو لواء مدرع يمني تشكل عام 1973 من ثلاث كتائب دبابات، كأول لواء عسكري في الجيش اليمني بعد ثورة 26 سبتمبر بعد أن تم تسليم دبابات تي 55 روسية الصنع، وضم بعدها إلى سلاح الفرقة الأولى مدرع ومقره في مدينة عمران شمالي صنعاء، في يوليو 2014 اقتحم الحوثيين مقر اللواء ودمروه وقتلوا قائده حميد القشيبي، وكانت تلك الحادثة مقدمة للحرب الأهلية في 2015، وبعد ذلك سُلم معسكر اللواء إلى اللواء التاسع مدرع (حرس جمهوري).

## قادة اللواء
| الاسم                          | بداية     | نهاية     | ملاحظة              |
| ------------------------------ | --------- | --------- | ------------------- |
| أحمد حسين الغشمي               | 1973      | غير معروف | (اللواء الأول مدرع) |
| العميد الركن حميد القشيبي      | غير معروف | 2014      |                     |
| العميد الركن محمد غالب السوادي | 2016      | 2018      |                     |
|                                |           |           |                     |

## التاريخ العسكري

### حرب الإنفصال
في 27 أبريل 1994 في حديث للرئيس علي عبد الله صالح، بمناسبة مرور عام، على إجراء أول انتخابات حرة، بعد قيام الوحدة اليمنية، شن فيه هجوماً عنيفاً على الحزب الاشتراكي قال فيه:
| اللواء 310 مدرع (اليمن) | إن شعبنا اليمني سيضع حداً لأولئك، الذين يتسكعون على أبواب بعض العواصم، ليستلموا مالاً مدنساً من أجل إجهاض الوحدة | اللواء 310 مدرع (اليمن) |

وأتهمهم بأنهم يتسلمون ثمن الأزمة، لشراء البنادق والأسلحة، وإيداع الأموال المتبقية في حسابات خاصة في البنوك الخارجية، لمصلحة عناصر وشخصيات تسعى من أجل الانفصال، وطالب نائبه علي سالم البيض، بضرورة احترام الهيئات التشريعية، وتأدية اليمين الدستورية.
بعد ساعات من ذلك الخطاب في الواحدة والنصف من ظهر ذلك اليوم إنفجر الوضع عسكرياً في محافظة عمران بمعسكر عمران المشترك الذي يتمركز فيه كل من اللواء الثالث المدرع الجنوبي، واللواء الأول المدرع الشمالي منذ إعلان الوحدة في 22 مايو 1990 .
وحسب وزارة الدفاع اليمنية في صنعاء أن ضابط سابق يدعى يحيى داحش عليان، وهو عضو في الحزب الاشتراكي، أٌتحم وبمساندة مجاميع مسلحة معسكر عمران. وأطلقوا النيران على أفراد اللواء الأول المدرع «الشمالي»، أثناء تناولهم طعام الغذاء، مما تسبب في خسائر كبيرة في الأرواح والممتلكات، وسقوط عشرات القتلى.
وعندما بدأ جنود اللواء الأول الدفاع عن أنفسهم، تدخلت قوات اللواء الثالث المدرع الجنوبي لمساندة المهاجمين، وأطلقت الرصاص من مختلف الأسلحة على مقر قيادة اللواء الأول المدرع الشمالي في المعسكر نفسه، وعلى عنابر سكن الجنود، وعلى المدرعات الواقفة في مرابضها. كما وأطلقت دبابات ومدفعية اللواء الثالث قذائفها على معسكر الأمن المركزي، القريب من معسكر عمران.
وعلى الجانب الآخر، في بيان لوزارة الدفاع في عدن، اتهم فيها الأسرة الحاكمة في صنعاء بتفجير الموقف عسكرياً في عمران وأتهم قوات الفرقة الأولى مدرع الشمالية، التي يقودها علي محسن الأحمر، بشن هجوم غادر، على اللواء الثالث المدرع الجنوبي، وان الاشتراكي يحمّل علي عبد الله صالح شخصياً، وأفراد أسرته المسؤولية عن عواقب هذا الهجوم، الذي تزامن مع زيارة اللجنة العسكرية، المكلفة بمنع الاحتكاك بين الشماليين، والجنوبيين، لمعسكر عمران، بمرافقة الملحقين العسكريين الأمريكي والفرنسي. وأضاف المصدر، أن المواجهات التي وقعت في عمران، جاءت بعد قيام رئيس الدولة علي عبد الله صالح، بإلقاء خطاب عنيف أتهم فيه الجنوبيين بالعمل على التقسيم، والذي اعتبرته مصادر الحزب الاشتراكي اليمني بياناً للحرب، ضدها.
وأضاف البيان، أن الهجوم يأتي تنفيذاً لخطة الأسرة العسكرية الحاكمة في صنعاء، والرامية إلى جر البلاد إلى حرب أهلية، يكون من نتائجها تعريض وحدة البلاد إلى الخطر، وتمزيقها، مشيراً إلى أن «هذا العمل يأتي أيضاً تتويجاً لسلسة من التفجيرات العسكرية والأمنية، التي دأبت على القيام بها منذ وقت طويل، واستهدفت قيادة الحزب الاشتراكي اليمني وكوادره». وذكر أن «قوات الفرقة الأولى مدرع الشمالية، رفضت السماح للجنة العسكرية اليمنية المشتركة، بالنزول إلى المنطقة، لتقصي الحقائق، بل عمدت إلى منع أعضاء اللجنة من الاقتراب من المنطقة».

#### 28 أبريل
اتسعت الحرب في 28 أبريل، وأنذرت بالتفتت الشامل، حيث عكست الاشتباكات العنيفة، التي جرت بين الجانبين، بالقرب من العاصمة صنعاء، شكوكاً حول الاحتمالات الباقية، لإنقاذ الوحدة، ذلك أن الجانبين يتصرفان كما لو كانا لا يزالان دولتين منفصلتين، بينهما عداء. وقد تحدثت مصادر جنوبية، عن حصول قوات جنوبية، على تأييد القبائل المحلية في الشمال، في إشارة واضحة إلى قبائل "بكيل"، التي تسعى إلى منافسة قبائل "حاشد"، الممسكة بالسلطة، في الشمال، وهو ما يسبب خطراً يتجاوز التشطير، إلى التفتيت، الذي لا يبدو أن الشطر الجنوبي سيكون بمنأى عنه.
واتفقت مصادر حزب المؤتمر في صنعاء، مع المصادر الجنوبية، والمصادر المحايدة على أن الاشتباكات استؤنفت في عمران، عند فجر الخميس 28 أبريل، واستخدمت فيها مختلف أنواع الأسلحة الخفيفة والثقيلة، من الدبابات، والمدفعية بين قوات «اللواء الثالث المدرع الجنوبي»، المرابط في عمران، وبين قوات اللواء الأول المدرع الشمالي، الذي تسانده قوات منالفرقة الأولى المدرعة، التي وصلت لتوهها من صنعاء، قطعت قبائل بكيل الطريق على وصول الإمدادات، والتعزيزات المتوجهة إلى منطقة الاشتباك من صنعاء، خلفت معارك عمران حتى 28 أبريل، عدداً غير محدد من الضحايا والخسائر. قدرت بأكثر من مائة قتيل و200 جريح، في حين قدرت مصادر جنوبية عدد القتلى بنحو مائتين. وأفادت مصادر دبلوماسية عربية، أن عدد القتلى لا يقل عن 120، بينهم 20 مدنياً، وعدد الجرحى أكثر من مائتين، ووقع الكثير من الجنود الجنوبيين في الأسر. بينما تسببت الاشتباكات في تدمير عدد من المنشئات المدنية، المجاورة لمنطقة المعارك.

### معركة عمران 2014
في 6 يوليو 2014 سقط عشرات القتلى والجرحى في مواجهات هي الأعنف بمحافظة عمران شمال العاصمة صنعاء بين مسلحي الحوثيين وأفراد اللواء 310 مدرع، واستخدم الطرفان مختلف الأسلحة الخفيفة والثقيلة بينها المدفعيات والدبابات، وقالت مصادر طبية اليوم الأحد 6 يوليو إن القوات الجوية اليمنية قصفت مواقع للحوثيين في عمران شمال غربي صنعاء في معارك قتل خلالها 34 جنديا و70 من الحوثيين.
في 8 يوليو سيطر الحوثيين على مدينة عمران ومقر اللواء 310 مدرع، بعد انهيار اتفاق لوقف لإطلاق النار تم التوصل إليه في 23 يونيو، حيث ألقى كل طرف باللوم على الآخر في المسؤولية عن فشله. وبلغ عدد الضحايا على الأقل 250 شخصا بين قتيل وجريح في القتال للسيطرة على عمران في الثلاثاء، وقام الطيران الحربي يشن غارات على مقر اللواء 310 وعدة مقار حكومية سيطر عليها الحوثيين. وقتل خلال المعارك يوم 8 يوليو اللواء الركن حميد القشيبي قائد اللواء 310 مدرع بعد اقتحام المسلحين الحوثيين له.